# غرايم براون (لاعب كرة قدم)
غرايم براون (بالإنجليزية: Graeme Brown)‏ (8 نوفمبر 1980 بجوهانسبرغ في جنوب أفريقيا - ) هو لاعب كرة قدم جنوب أفريقي في مركز الهجوم. لعب مع نادي ألوا أثليتيك ونادي كاودينبيث لكرة القدم ونادي آير يونايتد.

## وصلات خارجية
- غرايم براون على موقع Soccerbase.com (لاعب) (الإنجليزية)